# Bandiera della Slovacchia
La bandiera della Slovacchia è stata adottata il 3 settembre 1992. È composta da un tricolore orizzontale in bianco (alto), blu e rosso, con sovraimposto lo stemma nazionale.
La versione originale era identica a quella creata nel 1939 per la Repubblica Slovacca, nata in seguito all'occupazione tedesca della Cecoslovacchia, e priva dello stemma, che venne aggiunto in settembre per distinguere la bandiera da quella russa.

## Bandiere storiche

Bandiera della Cecoslovacchia (1918-1919)
Bandiera della Repubblica Sovietica Slovacca (1919)
Bandiera proposta per la Cecoslovacchia (1920)
Bandiera della Repubblica Slovacca (1939-1945)
Bandiera di guerra della Repubblica Slovacca (1939-1945)
Bandiera della Cecoslovacchia (1920-1939 e 1945-1992)